# World Wide Wrestling Association
World Wide Wrestling Association (WWWA) ist der Name einer ehemaligen US-amerikanischen Promotion, die in Cleveland, Ohio beheimatet war. Promotoren waren Larry Atkin und Vince McMahon.

## Geschichte
Die Geschichte der Promotion begann Ende 1962, als sich die Promotoren Atkin und McMahon zu einem gemeinschaftlich betriebenen Banner entschieden. Als Besonderheit galt, dass mit der Capitol Wrestling Corporation ein offizielles Affiliate der National Wrestling Alliance der konkurrierenden National Wrestling Association als assoziierte Promotion beitrat.
Im April 1963 endete jedoch die Zusammenarbeit wieder. Nach ihrer letzten Veranstaltung, die am 18. April stattfand, wurde die Promotion eingestellt und am 28. April mit CWC zum neuen Banner World Wide Wrestling Federation reorganisiert.